# Pacyfikacja wsi Sumin
Pacyfikacja wsi Sumin – masowy mord na ludności cywilnej, połączony z grabieżą i niszczeniem mienia, dokonany przez okupantów niemieckich 29 stycznia 1943 roku we wsi Sumin na Zamojszczyźnie.
Pacyfikację przeprowadzono w odwecie za potyczkę, którą trzy dni wcześniej niemiecka żandarmeria stoczyła z partyzantami Batalionów Chłopskich. W Suminie, zamieszkałym w większości przez Ukraińców, żandarmi zamordowali 50 osób, przede wszystkim kobiety i dzieci. Zniszczeniu uległo 27 budynków mieszkalnych i 60 budynków gospodarczych.

## Geneza
Sumin leży na wschód szosy, która łączy Zamość z Tomaszowem Lubelskim. Przed wojną liczył 34 gospodarstwa i około 80 mieszkańców. Zamieszkiwała go w większości ludność ukraińska.
Pod koniec listopada 1942 roku pod kierownictwem dowódcy SS i Policji na dystrykt lubelski, SS-Brigadeführera Odilo Globocnika, rozpoczęto na Zamojszczyźnie szeroko zakrojoną operację wysiedleńczą. Jej celem było wypędzenie z tego regionu około 100 tys. Polaków, na których miejsce zamierzano osiedlić niemieckich kolonistów, przede wszystkim volksdeutschów ze Słowenii, Lotaryngii i Besarabii. Działania Niemców spotkały się z biernym oporem wysiedlanej ludności oraz ze zbrojną reakcją polskiego ruchu oporu. Oddziały partyzanckie Batalionów Chłopskich, Armii Krajowej i Gwardii Ludowej usiłowały powstrzymać ekspedycje pacyfikacyjno-wysiedleńcze, atakowały niemieckie obiekty gospodarcze i komunikacyjne, a także przeprowadzały akcje odwetowe we wsiach zasiedlonych przez niemieckich kolonistów.
26 stycznia 1943 roku oddział BCh przeprowadził w Tarnawatce akcję zbrojną wymierzoną w folwark znajdujący się pod niemieckim zarządem. Partyzanci zarekwirowali wtedy pewną ilość bydła i trzody chlewnej. W trakcie odskoku polski oddział natknął się pod Suminem na niemieckich żandarmów, ściągniętych w trybie alarmowym z pobliskiego Zamościa. Doszło do potyczki, w której wyniku polscy partyzanci musieli się wycofać – część na Niemirówek, część na Sumin. Franciszek Bartłomowicz relacjonował, że uzbrojeni Ukraińcy z Sumina otworzyli ogień w kierunku walczących, co Niemcy uznali za akt agresji. Twierdził ponadto, że ukraińscy mieszkańcy posiadali pozwolenia na broń wydane przez okupanta, czemu zaprzeczają jednak inne źródła.

## Przebieg pacyfikacji
29 stycznia około godziny 16:00 na szosie Zamość – Tomaszów Lubelski, przy zjeździe do Sumina, zatrzymały się trzy samochody ciężarowe wypełnione żandarmami z posterunku w Rachaniach. Niemcy podzielili się na trzy grupy i otoczyli wieś. Jeden pododdział poruszał się wzdłuż drogi, która biegła przez Sumin, dwa pozostałe podeszły do skraju zabudowań – odpowiednio od strony północnej i południowej. Żandarmi zabijali każdego napotkanego mieszkańca bez względu na wiek i płeć. Zazwyczaj ofiary wywlekano z zabudowań i rozstrzeliwano przed gospodarstwami. Małe dzieci zabijano w kołyskach. 
Następnego dnia Niemcy powrócili do Sumina, gdzie znaleźli i zastrzelili trzy osoby. Zrabowali także inwentarz oraz mienie należące do ofiar masakry. Część zabudowań spalono, a część rozebrano. Uzyskane w ten sposób drewno przewieziono do folwarku w Tarnawatce z przeznaczeniem na budulec i opał.
W trakcie pacyfikacji zamordowano 50 osób. W gronie ofiar znalazło się sześciu mężczyzn, 23 kobiety i 21 dzieci w wieku do 15 lat. Siedmioro zamordowanych było narodowości polskiej, pozostali byli Ukraińcami. Najmłodsza zidentyfikowana ofiara liczyła rok, najstarsza 67 lat. Zniszczeniu uległo 27 budynków mieszkalnych i 60 budynków gospodarczych.

## Epilog
Przewodniczący  Ukraińskiego Komitetu Centralnego w Krakowie, Wołodymyr Kubijowycz, nawiązał do tej zbrodni w swym memoriale z 25 lutego 1943 roku, wystosowanym do generalnego gubernatora Hansa Franka. Wskazał ją jako jeden z przykładów polityki odpowiedzialności zbiorowej, której ofiarą pada przychylnie nastawiona do Niemiec ludność ukraińska. Poinformował, że 29 stycznia 1943 roku w Suminie rozstrzelano 45 Ukraińców, w tym 18 dzieci w wieku 3–15 lat. Ostrzegł jednocześnie, że na skutek tego rodzaju zbrodni wśród ludności ukraińskiej rodzi się niezadowolenie i staje się ona podatna na „wrogą propagandę”.
Na rozkaz Niemców zwłoki ofiar pacyfikacji zostały pogrzebane przez mieszkańców Tarnawatki na polu Józefa Szumskiego. W lipcu 1958 roku szczątki ekshumowano i przeniesiono na cmentarz parafialny w Tarnawatce, gdzie spoczęły we wspólnej mogile.